# プレゼーリエ
プレゼーリエ（伊: Preseglie）は、イタリア共和国ロンバルディア州ブレシア県にある、人口約1,500人の基礎自治体（コムーネ）。

## 地理

### 位置・広がり

#### 隣接コムーネ
隣接するコムーネは以下の通り。
- アニョージネ
- バルゲ
- ビオーネ
- オードロ
- サッビオ・キエーゼ
- ヴェストーネ

### 地震分類
イタリアの地震リスク階級 (it) では、2 に分類される
。

## 行政

### 分離集落
プレゼーリエには、以下の分離集落（フラツィオーネ）がある。
- Ardessà, Gazzane, Macenago, Piazza, Quintilago, Sottocastello, Zernago

### 山岳部共同体
広域行政組織である山岳部共同体「ヴァッレ・サッビア山岳部共同体」 (it:Comunità montana della Valle Sabbia) （事務所所在地: ヴェストーネ）を構成するコムーネの一つである。